# Brock Radunske
Brock Radunske, född 5 april 1983, är en kanadensisk-född sydkoreansk professionell ishockeyspelare som spelar för Anyang Halla i Asia League Ice Hockey.
Efter att bland annat ha spelat i American Hockey League skrev Radunske inför säsongen 2008-2009 på för den sydkoreanska klubben Anyang Halla. Han blev senare den förste utan sydkoreansk bakgrund som tilldelades medborgarskap för att ingå i Sydkoreas herrlandslag i ishockey. Han kommer att delta vid olympiska vinterspelen 2018.